# Bristol & Avon League
De Bristol & Avon League is een Engelse regionale voetbalcompetitie. De hoogste divisie bevindt zich op het 21ste niveau in de Engelse voetbalpyramide en is daarmee een van de laagste competities. De kampioen promoveert naar de Bristol and District League.

## Recente kampioenen
| Seizoen | Premier Division      |
| ------- | --------------------- |
| 2003/04 | C.T.K. Southside      |
| 2004/05 | Patchway United 'A'   |
| 2005/06 | Backwell United Colts |
| 2006/07 |                       |